# Нирмсдорф
Нирмсдорф (нем. Nirmsdorf) — община в Германии, в земле Тюрингия. 
Входит в состав района Веймар. Подчиняется управлению Ильмталь-Вайнштрассе. Население составляет 86 человек (на 31 декабря 2010 года). Занимает площадь 2,72 км².
Община подразделяется на 10 сельских округов.